# 市原平兵衞商店
市原平兵衞商店（いちはらへいべいしょうてん）は、京都市下京区堺町通四条下ルにある箸専門店。

## 歴史
明和元年（1764年）に創業。禁裏御用御箸司として続いている。

## 概要
食事用をはじめ、茶懐石、料理用等あらゆる用途の箸を提供しており、400種類以上に及ぶ。

## 歴代当主
- 第7代：市原廣中
- 第8代：市原高

## 代表的商品
「代々新しいものを創れ」という口伝があり、歴代当主は新しい箸の商品開発に取り組んできた。
- 「みやこばし　すす竹」：古民家の建材に使われていた竹を材料にした丈夫で反りにくい箸。囲炉裏などの煙でいぶされた独特の色合いや縄目が特徴。市原廣中の考案[2][3]。
- 「平安箸」：京都・山城地方産の竹を素材した大振りの箸。現代人の体格の大きさに合わせ、市原高が考案した[2][3]。